# Wilhelmine von Zenge

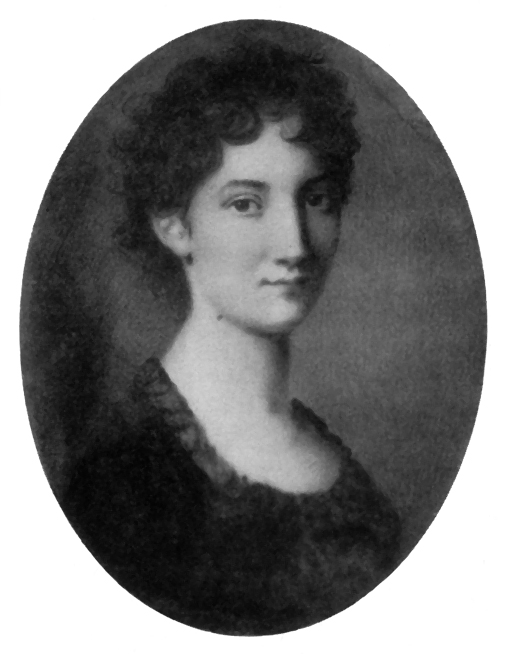
Wilhelmine von Zenge

Wilhelmine von Zenge (* 20. August 1780 in Berlin; † 25. April 1852 in Leipzig) war die Verlobte Heinrich von Kleists.

## Leben
Wilhelmine Charlotte von Zenge war die älteste Tochter von Charlotte Margarete von Wulffen und August Wilhelm Hartmann von Zenge, der Anfang Februar 1799 als Standortkommandant nach Frankfurt an der Oder kam, zum Generalmajor befördert wurde und das Kommando über das dortige Infanterieregiment 24 erhielt. 
Wilhelmine besuchte das weltliche Stift für adlige Fräulein im Lindower Kloster bei Neuruppin. Die Familie wohnte im Frankfurter Nonnenwinkel wenige Schritte von der Marienkirche entfernt. Im Nebenhaus wohnten fünf Waisen des Majors Joachim Friedrich von Kleist, denen ihre Tante Auguste Helene von Massow den Haushalt führte. Man besuchte sich gegenseitig, unternahm gemeinsame Spaziergänge und musizierte miteinander.
Nachdem Heinrich von Kleist seinen Militärdienst quittiert hatte und an der Frankfurter Viadrina studierte, berichtete er im Zengeschen Hause begeistert über die Vorlesungen des Professors Christian Ernst Wünsch. Kleist bot Wilhelmine seine Hilfe an, ihre Rechtschreibschwäche zu beseitigen. Wenig später gestand Kleist ihr seine Liebe und hielt um ihre Hand an. Nach anfänglichem Zögern willigte Wilhelmine im Januar 1800 ein, und es kam im Frühsommer 1800 zur sogenannten „inoffiziellen Verlobung“ mit der Bedingung, Kleist habe sich vor der Heirat um ein Amt zu bemühen, damit er eine Familie ernähren könne. Im Jahr 1800 schrieb Kleist einen Brief an seine Verlobte, in der er ausführlich über die psychiatrische Klinik des Würzburger Juliusspitals berichtete.
Zu den Gästen im Hause Zenge zählte auch der 1801 an die Viadrina berufene außerordentliche Professor für Philosophie und Theologie Wilhelm Traugott Krug. Krug fand Gefallen an Wilhelmine „wegen ihrer sanften Gemütsart“. Wilhelmine schilderte Krug daraufhin in ihrem Brief vom 16. Juni 1803 ihr Verhältnis zu Kleist, der 1802 die Verlobung gelöst hatte. Sie schrieb ihm, „daß der Entfernte nur noch als ein erhabenes Mittel, wodurch der gütige Schöpfer meine Veredlung bewirken wollte, in meinem Herzen tront“, und gestand Krug ihre Liebe.

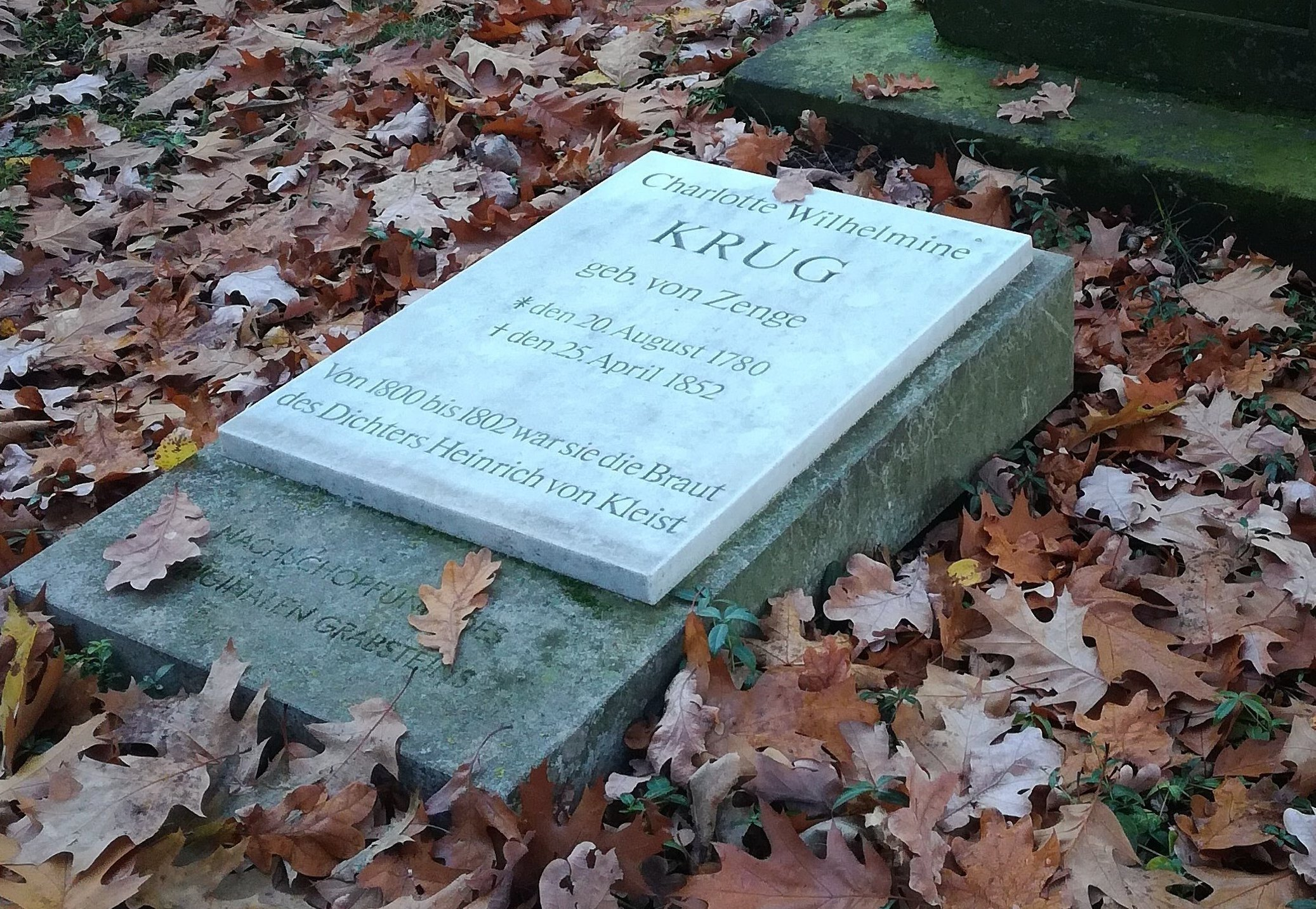
Grabstätte von Wilhelmine Krug auf dem Alten Johannisfriedhof in Leipzig

Weihnachten 1803 fand die Verlobung zwischen Krug und Zenge statt, am 8. Januar 1804 heiratete das Paar in der Frankfurter Marienkirche. Im März 1805 wurde August Otto Krug als erstes von insgesamt sechs Kindern der Familie geboren. Später folgten Moritz, Woldemar, Paul Hermann (1810–1870), Molly Charlotte (1812–1887) und Karl Alfred Krug (1817–1888). Die Familie zog bald nach Königsberg, wo Traugott Krug Nachfolger von Immanuel Kant wurde. Hier traf Wilhelmine Heinrich von Kleist wieder, der ab Mai 1805 als Diätar (Beamter im Vorbereitungsdienst ohne festes Gehalt) in Königsberg arbeitete. Ab 1809 lehrte ihr Ehemann als Professor in Leipzig.
Wilhelmine starb nach zehnjähriger Witwenschaft am 25. April 1852 in ihrer Wohnung im Leipziger Naundörfchen No. 1015 und wurde zwei Tage später im Grab ihres Gatten auf dem Alten Johannisfriedhof in Leipzig beerdigt. Dort ist die Grabstätte mit einer Nachschöpfung ihres originalen Grabsteins erhalten. Obwohl zum Zeitpunkt ihres Todes schon 50 Jahre seit der Lösung ihrer nur zwei Jahre andauernden Verlobung mit Kleist vergangen waren, erhielt der Grabstein die Inschrift „Von 1800 bis 1802 war sie die Braut des Dichters Heinrich von Kleist“.